# Peter Badge

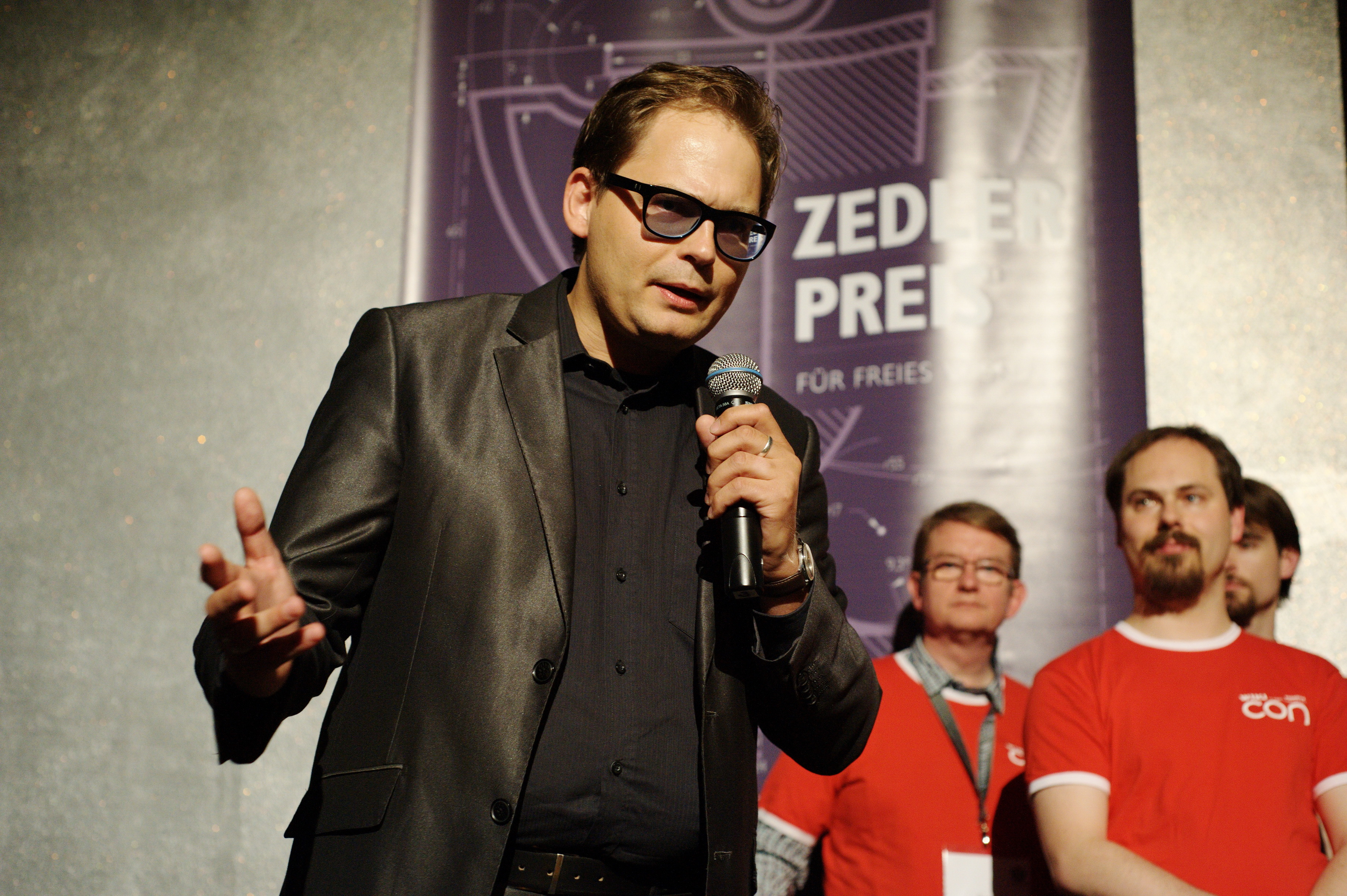
Peter Badge (mit Mikro) in Berlin (2013)

Peter Badge (* 1974 in Hamburg, Deutschland) ist ein deutscher Fotograf und Honorarkonsul Osttimors.
Badge studierte in Berlin Kunstgeschichte und arbeitete dann als freischaffender Fotograf für verschiedene Magazine. Später begann er mit eigenen Projekten, bei denen er bekannte Künstler, Wissenschaftler und Politiker porträtiert. Zu seinen Fotoserien gehören „Men on the Moon“, „Elviswho“ und „Philantropists“. Für sein Projekt „Nobelpreisträger im Portrait“ (seit 2000) und dem Auftrag von der  Klaus Tschira Stiftung in Heidelberg 2012 alle Turing-, Abel-, Fields- und Nevanlinna-Preisträger zu fotografieren, reiste er in verschiedene Länder. Seine Bilder waren schon mehrfach in Ausstellungen zu sehen.
Am 26. September 2011 wurde Badge zum ersten Honorarkonsul für Osttimor in Deutschland ernannt. Er lernte das Land kennen, als er im Rahmen seines Projekts den osttimoresischen Friedensnobelpreisträger und Politiker José Ramos-Horta fotografierte.

## Veröffentlichungen (Auswahl)
- Kontakte (1997).
- Heinz Rudolf Kunze: Agent provocateur, mit Gérard A Goodrow  (Hrsg.) et al. (1999).
- Oskar Sala: Pionier der elektronischen Musik (2000).
- The Coracles of the World (2009).
- Yeah¡, mit Beto Hernandez (2012).
- Masters of Abstraction. Turing, ABel, Fields, Nevanlinna (2015).
- Nobel Heroes (2017).
- Geniale Begegnungen: Weltreise zu Nobelpreisträgern, mit Sandra Ziebal (2020), Steidl Verlag, Göttingen 2023, ISBN 978-3-95829-718-0